# Villa Suecia
Villa Suecia es una vivienda de estilo modernista de la ciudad de Málaga (España). Está situada en el Paseo del Limonar, en el distrito Este, lugar donde proliferaron a finales del siglo XIX y principios del XX las villas residenciales de la clase alta.

## Estilo
Se trata del primer edificio modernista de raíz vienesa en la ciudad, del que destaca su cuidada decoración. Fue construido en 1904 según los planos del arquitecto Manuel Rivera Vera y rehabilitado y ampliado en 1994.